# 맥스웰 방정식
맥스웰 방정식(-方程式, Maxwell's equations)은 전기와 자기의 발생, 전기장과 자기장, 전하 밀도와 전류 밀도의 형성을 나타내는 4개의 편미분 방정식이다. 맥스웰 방정식은 빛 역시 전자기파의 하나임을 보여준다. 각각의 방정식은 가우스 법칙, 가우스 자기 법칙, 패러데이 전자기 유도 법칙, 앙페르 회로 법칙으로 불린다. 각각의 방정식을 제임스 클러크 맥스웰이 종합한 이후 맥스웰 방정식으로 불리게 되었다.
전자기역학은 맥스웰 방정식과 로런츠 힘 법칙으로 요약된다. 로랜츠 힘은 맥스웰 방정식으로부터 유도될 수 있다.

## 개요

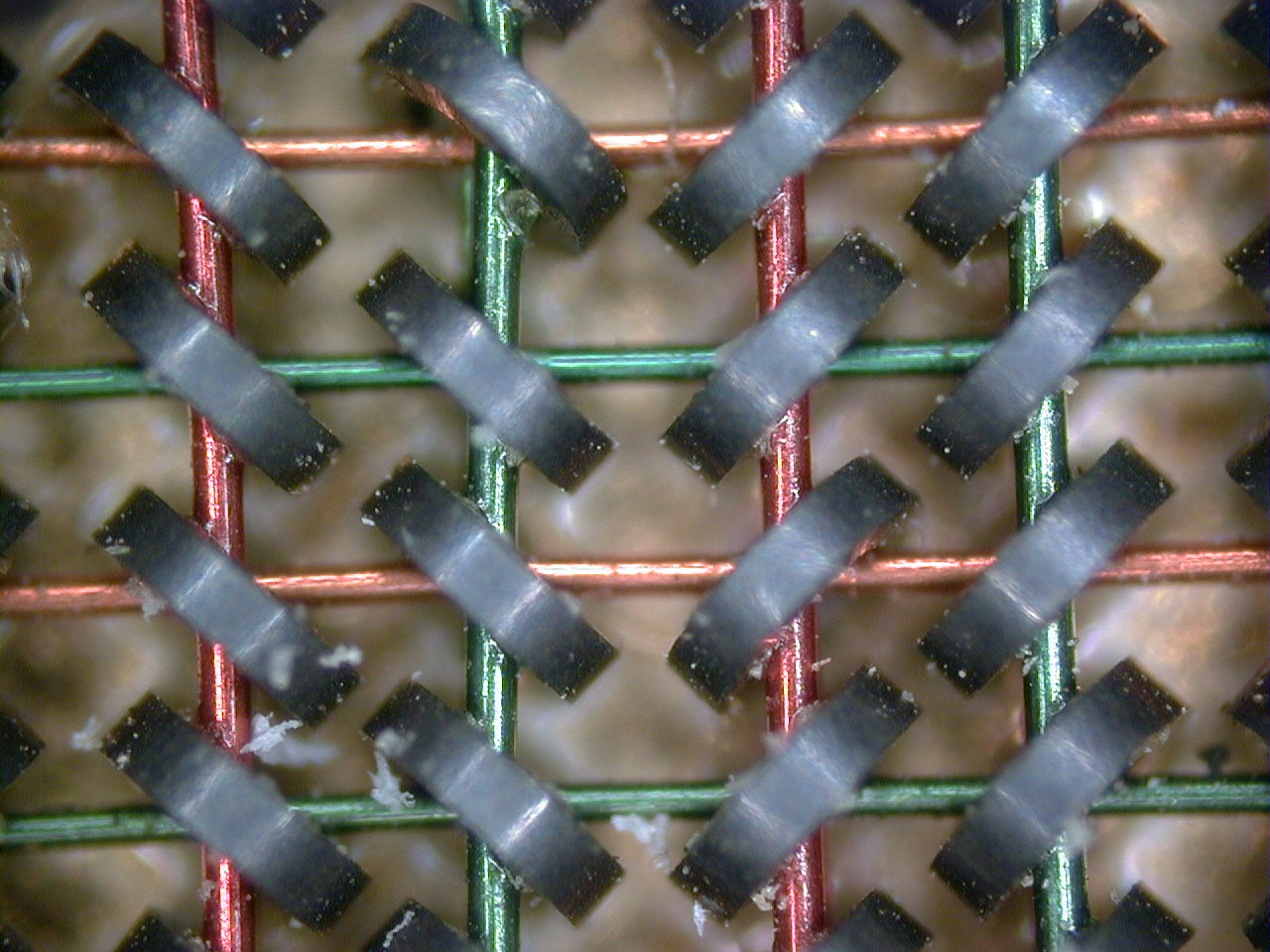
1954년 왕안이 앙페르 회로 법칙을 이용하여 고안한 자기 코어 메모리. 하나의 코어가 1 비트에 해당한다.

맥스웰의 방정식은 네 개의 법칙을 모아 종합하여 구성한 것이다. 맥스웰의 방정식은 빛과 같은 전자기파의 특성을 설명한다. 각 방정식의 수학적 표현은 공식 부분에서 다루기로 하고 우선은 방정식의 의미를 살펴보면 다음과 같다.
- 가우스 법칙 : 가우스 법칙은 전하에 의해 발생된 전기장의 크기를 설명한다. 따라서 가우스 법칙은 본질적으로 쿨롱 법칙과 같은 의미를 지닌다. 다만, 쿨롱 법칙이 공간에 놓인 두 점전하 사이에서 발생하는 힘을 설명하는데 반해 가우스 법칙은 하나의 전하로부터 발생하는 전기장의 세기가 거리에 따라 반감되는 이유를 설명한다. 실제 회로 이론이나 전자공학에서는 계산이 편리하고 직관적으로 이해 하기 쉬운 가우스 법칙을 일반적으로 사용한다.

- 가우스 자기 법칙 : 가우스 자기 법칙에 따르면, 폐곡면의 총 자기 선속은 0이다. 즉, 전기와 달리 자기는 홀극이 없고, N극과 S극이 언제나 함께 존재한다.[주해 2] 이러한 자기의 성질 때문에 일정한 공간으로 들어오는 자기력선과 나가는 자기력선의 크기는 언제나 같고, 따라서 서로 정반대의 방향으로 작용하는 같은 크기의 힘의 합계는 언제나 0이다.

- 패러데이 전자기 유도 법칙 : 패러데이 전자기 유도 법칙은 자기 선속이 변화하면 그 주변에 전기장[주해 3] 이 발생한다는 것이다. 고리 모양으로 만들어진 전선 가운데서 자석을 위 아래로 움직이면 전류가 발생하는 것을 예로 들 수 있다. 발전소는 이러한 원리를 이용하여 교류 전류를 만들어 낸다.

- 앙페르-맥스웰 회로 법칙 : 앙페르 회로 법칙은 전류가 흐르는 전선에 따라 자기장이 발생한다는 것이다. 맥스웰은 앙페르 회로 법칙을 확장하여 전기장의 강도가 변화하면 자기장이 발생하는 것으로 파악하였고, 축전기를 이용한 실험을 통해 이를 입증하였다. 즉, 축전기 자체는 전류를 이동시키지 못하지만 전계의 변화를 전달한다. 맥스웰은 축전기에서 전계가 변화할 때 자기장이 발생하는 것을 측정하였고 이로써 전선뿐만 아니라 전계의 강도가 변화하는 모든 곳에서 자기장이 발생함을 증명하였다. 전류 변화로 자기장이 발생하는 것을 이용한 도구로는 전자석, 전동기와 같은 것이 있다.

## 역사
맥스웰의 방정식에 나타난 각 식은 오랜 시간에 걸쳐 연구된 전기와 자기의 특성을 종합한 것이다. 인류는 고대 시대부터 이미 정전기에 의한 인력과 방전 현상을 알고 있었고 자석의 특징을 이용한 나침반을 만들어 사용해 왔다. 근대에 이르러 전기와 자기에 대한 많은 연구가 진행되었으며 그 결과 쿨롱 법칙, 패러데이 전자기 유도 법칙, 앙페르 회로 법칙과 같은 법칙들이 발견되었다. 맥스웰은 이러한 기존의 연구 성과를 종합하여 전기와 자기가 하나의 상호작용, 즉 전자기력에 의한 것임을 증명하면서 빛역시 전자기파라는 것을 밝혔고, 전자기 복사의 발견을 예언하였다.

### 맥스웰 이전의 연구 성과

#### 쿨롱 힘
앞서 밝힌 바와 같이 두 전하 사이에 인력과 척력이 작용한다는 것은 고대 이후 잘 알려진 사실이었다. 그러나 이렇게 두 전하 사이에 작용하는 힘의 관계와 크기는 측정하기 매우 어려웠는데, 그 까닭은 작용하는 힘의 크기가 매우 작기 때문이었다. 1784년 샤를 드 쿨롱은 비틀림 저울을 이용한 실험장치를 고안하여 대전된 두 전하 사이에 작용하는 힘의 크기를 측정할 수 있었다.
샤를 드 쿨롱은 금속공과 비틀림 저울을 이용하여 두 점전하 사이에 작용하는 힘을 측정하고, 두 전하 사이에서 작용하는 힘은 두전하 크기의 곱에 비례하고 거리의 제곱에 반비례한다는 쿨롱 법칙을 발견하였다.
쿨롱 법칙을 식으로 나타내면 다음과 같다.
{\displaystyle F=k_{\mathrm {e} }{\frac {q_{1}q_{2}}{r^{2}}}}
 F=힘, Ke=쿨롱 상수, q_1 ·  q_2=전하의 크기, r=두 전하 사이의 거리
- 위 식에서 Ke는 쿨롱 상수로 이 상수의 크기는 다음과 같다.

{\displaystyle k_{e}={\frac {1}{4\pi \varepsilon _{0}}}=8.987\,551\,787\,\times 10^{9}}
{\displaystyle \approx 9\times 10^{9}}   N m2 C−2
한편, 쿨롱 힘은 전하 사이의 작용뿐만 아니라 자계에도 적용될 수 있다. 두 자극의 세기를 각각 mA, mB라 할 때, 이 두 자극 사이에 작용하는 힘은 다음과 같이 정리된다.
{\displaystyle F=k{\frac {m_{A}m_{B}}{r^{2}}}}
 F=힘, m_A ·  m_B=자극의 세기, r=두 전하 사이의 거리
자극의 세기 단위는 웨버(Wb)로 쿨롱은 세기가 같은 두 개의 자극을 1m 떨어뜨려 놓았을 때 작용하는 힘의 세기가 {\displaystyle F={\frac {10^{7}}{(4\pi )^{2}}}N}인 경우를 1Wb로 정의했다. 따라서 상수 k의 값은 다음과 같다.
{\displaystyle k={\frac {10^{7}}{(4\pi )^{2}}}Nm^{2}}/{\displaystyle Wb^{2}}
자극 사이에 작용하는 힘의 크기는 전하 사이에 작용하는 힘의 크기와 같은 방식으로 계산할 수 있으나 둘 사이에는 분명한 차이가 있다. 즉, 전하는 양전하이든 음전하이든 단독으로 존재할 수 있는 데 반해 자극은 홀극으로 존재할 수 없고, N극과 S극이 언제나 쌍으로 존재하여야 한다는 것이다.

### 맥스웰의 연구
제임스 클러크 맥스웰은 각각 독립적으로 다루어져 오던 전기와 자기의 법칙들을 종합하여 맥스웰 방정식을 수립하였다. 맥스웰은 마이클 패러데이의 "역선"(力線) 개념과 앙드레마리 앙페르의 회로 이론을 근간으로 방정식을 정리하였다.
1861년 맥스웰은 논문 《물리적인 역선에 대해》를 발표하여 모두 4개의 방정식으로 구성된 맥스웰 방정식을 소개하였다. 이 방정식은 1865년 발표된 논문 《전자기장의 역학 이론》과 1873년 출간된 《전기와 자기에 관한 논문집》제2권의 9장에서 다시 소개되었다.
물리학자 리처드 파인먼은 "이 방정식에 비하면 남북전쟁조차 큰 의미없는 지엽적인 사건이라고 할 수 있다"라고 맥스웰 방정식의 중요성을 강조하였다.

#### 맥스웰 방정식의 정리
1865년 맥스웰 자신에 의해 발표된 맥스웰 방정식의 원래 형태는 8개의 방정식으로 이루어진 것이었다. 그러나, 오늘날에는 1884년 올리버 헤비사이드가 4개의 방정식으로 정리한 형태가 일반적으로 사용된다. 조사이어 윌러드 기브스와 하인리히 루돌프 헤르츠 역시 헤비사이드와 동일한 작업을 한 바 있다. 이 때문에 맥스웰 방정식은 헤르츠-헤비사이드 방정식으로 불리기도 한다. 그러나 "맥스웰 방정식"이란 이름이 더 폭넓게 쓰이고 있다.
1861년 맥스웰은 《물리적인 역선에 대해》에서 앙페르 회로 법칙을 설명하기 위해 방정식들을 열거하였다. 맥스웰은 이 논문에서 앙페르 회로 법칙에 치환 전류를 덧붙였다. 1865년 발표한 《전자기장의 역학 이론》에서는 전자기파 방정식을 기술하면서 빛이 전자기파임을 제시하였다. 맥스웰의 이론은 1887년 하인리히 루돌프 헤르츠의 실험에 의해 증명되었다.
"장"(場)이란 개념은 마이클 패러데이가 도입하였다. 알베르트 아인슈타인은 맥스웰이 장 개념을 도입한 것에 대해 다음과 같이 평가하였다.
 맥스웰의 업적은 시공간 법칙의 정확한 형태를 묘사한 것이다. 맥스웰은 전자기장을 두 극에서 퍼져나오는 파동의 형태로 나타내었다. 그리고 이 파동은 빛의 속도로 퍼져나간다! 이러한 것을 실제로 체험할 수 있는 사람은 극히 드물다. …… 맥스웰의 발견을 제대로 이해하는 과학자라면 그의 천재성이 후배 과학자들의 연구에 준 지대한 영향을 강조할 수 밖에 없다.— 《사이언스》, 1940년 5월 24일

당시 이 방정식은 헤르츠-헤비사이드 방정식 또는 멕스웰-헤비사이드 방정식이라고 불렸다. 그러나 아인슈타인은 사이언스에의 기고문에서 이를 "맥스웰 방정식"이라 부르며, 이 방정식들이 이론물리학의 기초라고 설명하였다. 맥스웰은 방정식을 정리하면서 헤비사이드의 전위와 벡터 위치 등 위치 요소를 중요한 개념으로 도입하였다. 1884년 맥스웰은 전자기파의 전달을 중력과 같이 원격에서 상호작용하는 힘이 아닌 전자기장에서 빛의 속도로 전파되는 전위로 파악하였다. 라디오 안테나에 대한 현대의 분석에서도 맥스웰의 백터와 스칼라 위키에 대한 수식만으로 서로 떨어져 있는 안테나 사이에 작용하는 전파의 영향을 모두 설명할 수 있다.
맥스웰 방정식과 관련한 헤비사이드의 업적은 맥스웰이 여러 논문과 책에서 서술한 맥스웰 방정식을 오늘날과 같은 4개의 방정식으로 정리하였다는 것이다.

#### 《물리적 역선에 대해》 (1861년)
오늘날 4개의 방정식으로 정리된 맥스웰의 방정식은 1861년 발표된 논문인 《물리적 역선에 대해》에 기반한 것이다. 이 논문에는 전자기장에 대한 다수의 방정식이 실려있다.
1. 방정식 56번 {\displaystyle \nabla \cdot \mathbf {B} =0}.
2. 방정식 112번은 멕스웰이 앙페르 회로 법칙을 확장하여 전류와의 거리에 따른 자기력선의 세기를 표현한 것이다. 이 방정식에서 표현된 원격 전류의 개념은 전자기학의 핵심 개념이 되었다. 맥스웰은 1865년 《전자기장의 역학 이론》에서 전자기 파장 방정식을 정립하여 이를 보충하였다. 구스타프 키르히호프는 특히 이 방정식에서 원격 전류의 개념을 제거한 방정식을 수립한 뒤 이를 전신수 방정식이라고 불렀는데, 이 방정식이 전신의 이론적 기반이 되었기 때문이다. 당시에는 전자기 복사가 발견되지 않은 상태였기 때문에 키르히호프는 자신의 방정식이 전선 안에서 일어나는 자기 유도에 국한된다고 생각하였다.
3. 방정식 115번은 가우스 법칙을 정리하고 있다.
4. 방정식 54번을 올리버 헤비사이드는 "패러데이 법칙"이라 불렀다. 그러나, 패러데이 법칙의 원형이 자기장과 전류의 변화를 모두 반영하는데 비해 54번 방정식은 자기장의 변화에 따른 전류의 변화를 반영하지는 않는다. 맥스웰은 자기장의 변화만을 고려하여 v × B로 표기한 대신, 방정식 77번에서 오늘날 로런츠 힘 법칙으로 알려진 F  = q ( E + v × B ) 을 제시하였다. 맥스웰이 이 방정식을 발표한 때에 헨드릭 로런츠는 아직 어린아이였다.

1855년 맥스웰은 케임브리지 철학 학회에서 《패러데이의 역선》을 발표하면서 {\displaystyle \mathbf {B} }와 {\displaystyle \mathbf {H} } 벡터의 차이점을 설명하였다. 이 논문은 오늘날에도 패러데이 전자기 유도 법칙에 대한 가장 간결한 모형으로 인정받고 있다. 여기서 맥스웰은 전류에 관한 모든 지식을 미분 방정식으로 나타내었다.

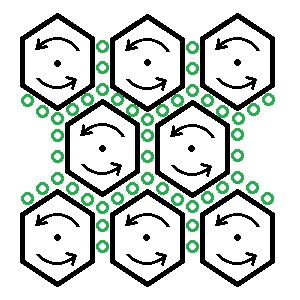
맥스웰의 분자 와동 모형. 그림에서 육각형 안의 검은 점을 밖으로 나오는 자기력선의 기자력이 되는 단위 자기장이라 할 때, 모든 단위 자기장이 반시계방향으로 회전하면 녹색 원으로 표현된 자기력선은 단위 자기장들의 영향을 받아 시계방향으로 회전하게 된다.

1855년 맥스웰이 제안한 분자 와동의 바다란 개념은 1861년 《물리 역선에 대해》에서 보다 분명하게 소개되었다. 이 논문에서는 자기장이 형성되는 분자 규모의 와동에서 {\displaystyle \mathbf {B} }의 밀도에 따라 {\displaystyle \mathbf {H} }의 순 와동 운동이 결정된다고 보았다. 맥스웰은 와동의 밀도를 측정하기 위한 값으로 투자율 µ 을 정의하였다. 이 논문에서 밝힌 맥스웰의 개념은 다음과 같다.
1. 자기 유도 전류는 자기 전류 밀도에 의해 발생된다. 
{\displaystyle \mathbf {B} =\mu \mathbf {H} }
2. 대류 전류는 선형 전류의 회전 분석에 핵심 개념이다. 
{\displaystyle \mathbf {J} =\rho \mathbf {v} }

이 때 {\displaystyle \rho }는 전하 밀도이다. {\displaystyle \mathbf {B} }는 축을 이루어 회전하는 자기 전류이고 {\displaystyle \mathbf {H} }는 그 주위를 돌게 되는 자기력선의 자기 선속이다. 투자율 µ는 결국 자기장 {\displaystyle \mathbf {B} }에 의해 유도되는 자기 선속 {\displaystyle \mathbf {H} }의 비가 된다.
전류 방정식은 전하의 대류 전류가 선형적으로 움직이는 것을 보여준다. 한편, 자기 방정식은 유도 전류의 회전에 의해 발생하는 자기를 나타내는 것으로 {\displaystyle \mathbf {B} } 벡터의 방향성으로 인해 비선형 방정식이 된다. 따라서 자기 유도 전류는 역선으로 표현된다. 자기력선은 역제곱 법칙에 의해 전류에서 멀어질수록 약해지게 된다.

#### 《전자기장의 역학이론》 (1864년)
1864년 맥스웰은 《전자기장의 역학이론》을 출간하였다. 맥스웰은 이 책에서 빛이 전자기파임을 제시하였다. 이 책에서 맥스웰은 8개의 방정식을 전자기장에 대한 일반적인 방정식으로 제시하였다. 이 때문에 훗날 "맥스웰 방정식"이라는 표현이 오늘날의 4개의 방정식을 가리키는 것인지 1864년 제시된 8개의 방정식을 가리키는 것인지를 혼동하기도 한다. 따라서 오늘날의 4개로 구성된 방정식을 분명히 하기 위해 헤비사이드가 정리한 맥스웰 방정식(맥스웰-헤비사이드 방정식)이라는 표현이 사용된다.
현대 벡터 표기를 사용하여 정리한 멕스웰의 8개 방정식은 다음과 같다.
(A) 총 전류의 법칙
{\displaystyle \mathbf {J} _{tot}=\mathbf {J} +{\frac {\partial \mathbf {D} }{\partial t}}}
(B) 자기장 방정식 (벡터 퍼텐셜의 정의)
{\displaystyle \mu \mathbf {H} =\nabla \times \mathbf {A} }
(C) 앙페르 회로 법칙
{\displaystyle \nabla \times \mathbf {H} =\mathbf {J} _{tot}}
(D) 대류 전하, 유도 전류 및 정전기에 의해 생성된 기전력 (로런츠 힘)
{\displaystyle \mathbf {E} =\mu \mathbf {v} \times \mathbf {H} -{\frac {\partial \mathbf {A} }{\partial t}}-\nabla \phi }
(E) 전기 탄성 방정식
{\displaystyle \mathbf {E} ={\frac {1}{\epsilon }}\mathbf {D} }
(F) 옴의 법칙
{\displaystyle \mathbf {E} ={\frac {1}{\sigma }}\mathbf {J} }
(G) 가우스 법칙
{\displaystyle \nabla \cdot \mathbf {D} =\rho }
(H) 연속 방정식 (전하 보존 법칙)
{\displaystyle \nabla \cdot \mathbf {J} =-{\frac {\partial \rho }{\partial t}}}
또는
{\displaystyle \nabla \cdot \mathbf {J} _{tot}=0}
주
{\displaystyle \mathbf {H} }는 맥스웰이 자기 강도라고 표현한 자기장이다.
{\displaystyle \mathbf {J} }는 전류 밀도로 원격 전류가 갖는 총 전류를 뜻한다.
{\displaystyle \mathbf {D} }는 맥스웰이 원격 전류라고 표현한 전기 변위장이다.
{\displaystyle \rho \!}는 자유 전하 밀도로 맥스웰은 이를 자유 전하의 양이라고 표현하였다.
{\displaystyle \mathbf {A} }는 자기 퍼텐셜로 맥스웰은 이를 각 임펄스로 표현하였다.
{\displaystyle \mathbf {E} }는 맥스웰이 기전력이라고 표현한 것으로 오늘날 볼트를 단위로 사용하는 기전력과 달리 전기장을 의미한다.
{\displaystyle \sigma \!}는 도전율이다. (그 역수는 비저항인데, 오늘날 영어명은 "resistivity"이고, 맥스웰은 이를 "specific resistance"라 불렀다.)
이 책에서 표현된 방정식 D는 로런츠 힘의 효과를 나타낸 것으로 1861년 논문의 방정식 77번을 보다 간략하게 표현한 것이다. 또한, 맥스웰은 1865년 논문에서 전자기파 방정식을 정의하였는데 이 책의 방정식 D를 전자기 유도를 설명하기 위해 사용하였다. 오늘날에는 방정식 D 대신 패러데이 전자기 유도 법칙이 쓰인다. 맥스웰은 전자기파 방정식을 연구하는 과정에서 방정식 D의 {\displaystyle \mu \mathbf {v} \times \mathbf {H} }를 버렸다.

#### 《전기와 자기에 관한 논문집》 (1873년)
1873년 맥스웰이 출간한 《전기와 자기에 관한 논문집》에서 방정식은 두 개의 묶음으로 나뉘었다.
첫 번째 묶음
{\displaystyle \mathbf {E} =-\nabla \phi -{\frac {\partial \mathbf {A} }{\partial t}}}
{\displaystyle \mathbf {B} =\nabla \times \mathbf {A} .}
두 번째 묶음
{\displaystyle \nabla \cdot \mathbf {D} =\rho }
{\displaystyle \nabla \times \mathbf {H} -{\frac {\partial \mathbf {D} }{\partial t}}=\mathbf {J} .}

## 수식
다음은 국제단위계를 사용하여 수식으로 표현한 맥스웰 방정식이다.
| 이름                       | 미분형                                                                                              | 적분형 |
| -------------------------- | --------------------------------------------------------------------------------------------------- | --- |
| 가우스 법칙:               | {\displaystyle \nabla \cdot \mathbf {D} =\rho }                                                     | \oiint · {\displaystyle {\scriptstyle S}} · {\displaystyle \mathbf {D} \cdot d\mathbf {A} =\iiint _{V}\rho dV}                                                                              |
| 가우스 자기 법칙:          | {\displaystyle \nabla \cdot \mathbf {B} =0}                                                         | \oiint · {\displaystyle {\scriptstyle S}} · {\displaystyle \mathbf {B} \cdot d\mathbf {A} =0}                                                                                               |
| 패러데이 전자기 유도 법칙: | {\displaystyle \nabla \times \mathbf {E} =-{\frac {\partial \mathbf {B} }{\partial t}}}             | \oiint · {\displaystyle {\scriptstyle C}} · {\displaystyle \mathbf {E} \cdot d\mathbf {l} =-\ {d \over dt}\iint _{S}\mathbf {B} \cdot d\mathbf {A} }                                        |
| 앙페르-맥스웰 회로 법칙:   | {\displaystyle \nabla \times \mathbf {H} =\mathbf {J} +{\frac {\partial \mathbf {D} }{\partial t}}} | \oiint · {\displaystyle {\scriptstyle C}} · {\displaystyle \mathbf {H} \cdot d\mathbf {l} =\iint _{S}\mathbf {J} \cdot d\mathbf {A} +{d \over dt}\iint _{S}\mathbf {D} \cdot d\mathbf {A} } |

발산정리와 스토크스의 정리를 이용하면 미분형과 적분형 방정식이 같음을 알 수 있다.
아래 표는 각 기호의 뜻과 단위를 나타낸다.
| 기호                          | 의미                                              | 단위                      |
| ----------------------------- | ------------------------------------------------- | ------------------------- |
| {\displaystyle \mathbf {E} }  | 전기장                                            | 미터 당 볼트 (V/m)        |
| {\displaystyle \mathbf {H} }  | 자계강도                                          | 미터 당 암페어 (A/m)      |
| {\displaystyle \mathbf {D} }  | 전기변위장                                        | 제곱미터 당 쿨롱 (C/m2)   |
| {\displaystyle \mathbf {B} }  | 자기장 (자기 선속 밀도)                           | 단위 (T)                  |
| {\displaystyle \ \rho \ }     | 자유 전하 밀도 (매질에 묶인 쌍극자 전하 제외)     | 세제곱미터 당 쿨롱 (C/m3) |
| {\displaystyle \mathbf {J} }  | 자유 전류 밀도 (편파 혹은 자화전류 제외)          | 제곱미터 당 암페어 (A/m2) |
| {\displaystyle d\mathbf {A} } | 곡면 {\displaystyle S}에 대한 미분 수직 벡터 요소 | 제곱미터 (m2)             |
| {\displaystyle dV\ }          | 곡면 S에 둘러싸인 부피 미분 요소                  | 세제곱미터 (m3)           |
| {\displaystyle d\mathbf {l} } | 곡면 S의 둘레의 미분 벡터 요소                    | 미터 (m)                  |

{\displaystyle \nabla \cdot }는 발산 연산자(단위: 1 / 미터), {\displaystyle \nabla \times }는 회전 연산자(단위: 1 / 미터)이다. 두 번째 방정식은 자기 홀극이 없음을 뜻한다. 전기장과 자기장이 대전된 입자에 미치는 힘은 리엑턴스 힘에 따라 국제단위계에서 다음과 같다.
{\displaystyle \mathbf {F} =q(\mathbf {E} +\mathbf {v} \times \mathbf {B} )}.
여기서 {\displaystyle q}는 입자의 전하량이고 {\displaystyle \mathbf {v} }는 입자의 속도다. (CGS 단위계에서는 자기장을 다르게 정의하므로, {\displaystyle \mathbf {v} } 대신 {\displaystyle \mathbf {v} /c}를 쓴다.)

## CGS 단위계
위의 수식은 국제단위계로 표현되었지만, 다른 단위계에서도 맥스웰 방정식은 변하지 않거나, 약간의 상수 변화만이 있을 뿐이다. 물리학과 공학에서 일반적으로 가장 널리 쓰이는 국제단위계 이외에도 특수한 경우 CGS 단위계가 쓰인다.

## 같이 보기
- 변압기
- 안테나
- 앙페르 회로 법칙
- 로런츠 힘
- 레이저
- 발전기
- 자기 홀극

## 주해
1. ↑  이하 개요의 내용 가운데 별도의 출처 표기가 없는 것은 타케우치 아츠시의 참고 문헌을 바탕으로 한 것이다.
2. ↑  자기와 달리 전기는 양전하 또는 음전하가 단독으로 존재할 수 있다. 이는 물질을 구성하는 기본 입자가 고유한 전하 값을 갖기 때문이다.
3. ↑  전자기학과 회로이론에서는 일반적으로 전계(電界)라는 용어를 사용한다.
4. ↑  반면, 쿨롱 법칙은 두 정전하 사이에 발생하는 힘을 중력과 같은 원격 상호작용으로 파악한 것이다.

## 참고 문헌
- 타케우치 아츠시; 김현영(역자) (2003년). 《高校數學でわかるマクスウェル方程式 ―電磁氣を學びたい人、學びはじめた》 [고교수학으로 배우는 맥스웰의 방정식]. 홍. ISBN 8955171250.